# فارائولپ
آب‌سنگ حلقوی فارائولوپ یک آب‌سنگ حلقوی از سه آبخوست جزایر کارولین میانی است. همچنین این آب‌سنگ حلقوی یک منطقه شهرداری در ایالت یاپ، ایالات فدرال میکرونزی نیز هست. مساحت کل خشکی آن تنها ۰٫۴۲۲ کیلومتر مربع (۰٫۱۶۳ مایل مربع) است. اما یک تالاب داخلی عمیق با مساحت ۷ کیلومتر مربع (۲٫۷ مایل مربع) را در بر می‌گیرد. تنها راه ورود به این تالاب داخلی در بخش جنوب باختری آن است. فارائولپ در ۱۰۰ کیلومتر (۶۲ مایل) جنوب باختر گافروت، ۱۵۰ کیلومتر (۹۳ مایل) شمال خاور ولئای، و ۷۰۰ کیلومتر (۴۳۰ مایل) خاور آبخوست یاپ قرار دارد.
جمعیت فارائولوپ در سال ۲۰۰۰، ۲۲۱ نفر بود.

## تاریخ
نخستین اروپایی وارد شده به فارائولپ یک اسپانیایی به نام «خوان رودریگز» در سال ۱۶۹۶ بود. کشتی او از مانیل حرکت می‌کرد.
در ۱۸۹۹ امپراتوری استعماری آلمان، بر همه آبخوست‌های جزایر کارولین ادعای مالکیت کرد. پس از جنگ جهانی اول، این آبخوست‌ها به کنترل امپراتوری استعماری ژاپن در آمدند. پس از جنگ جهانی دوم، ایالات متحده آمریکا کنترل این آبخوست‌ها را به عهده گرفت. از ۱۹۴۷ آب‌سنگ حلقوی فارائولوپ به عنوان بخشی از قلمرو تراست جزایر اقیانوس آرام مدیریت شد و در ۱۹۷۹ بخشی از ایالات فدرال میکرونزی شد.